# Sabae
Sabae (jap. 鯖江市 Sabae-shi) – miasto w Japonii, na wyspie Honsiu, w prefekturze Fukui.

## Położenie
Miasto leży w środkowej części prefektury. Graniczy z miastami:
- Fukui
- Echizen

oraz miasteczkami Ikeda i Echizen.

## Historia
Miasto powstało 15 stycznia 1955 z połączenia miasteczek Sabae i Shinmei oraz trzech wsi.